# Leuchtturm Engure
Der Leuchtturm Engure (lettisch Engures bāka) befindet sich in Engure (Angern) an der Mündung des Engure-Flusses in den Golf von Riga.
Der Leuchtturm ist ein Stahlgitterturm mit rot-weißer Verlattung als Tagessichtmarke.